# Joe Garcia

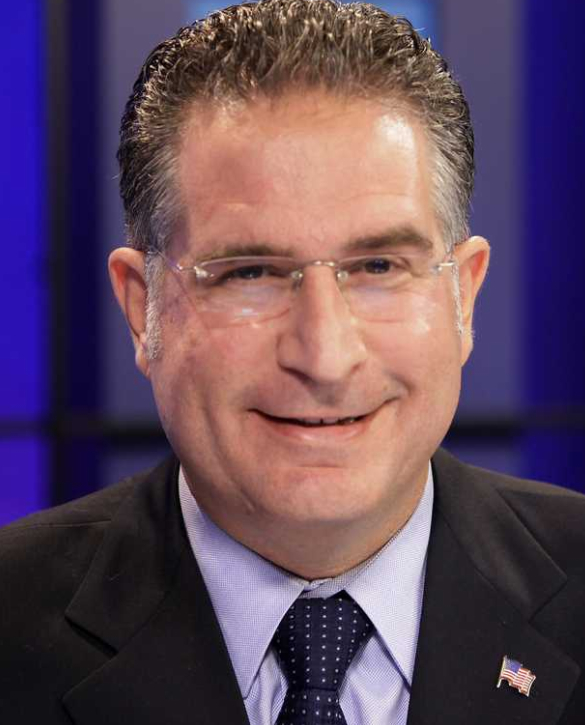
Joe Garcia

Jose Antonio „Joe“ Garcia Jr. (* 19. Oktober 1963 in Miami Beach, Florida) ist ein US-amerikanischer Politiker. Zwischen 2013 und 2015 vertrat er den Bundesstaat Florida im US-Repräsentantenhaus.

## Werdegang
Joe Garcia ist der Sohn eines aus Kuba geflüchteten Ehepaares. Er besuchte bis 1982 die Belen Jesuit Preparatory School und danach das Miami Dade Community College. Anschließend studierte er bis 1987 an der University of Miami politische Wissenschaften. Nach einem anschließenden Jurastudium an derselben Universität wurde er 1991 als Rechtsanwalt zugelassen. Gleichzeitig schlug er als Mitglied der Demokratischen Partei eine politische Laufbahn ein. Zwischen 1991 und 2000 leitete er die Florida Public Service Commission. Er war auch Mitglied verschiedener anderer Kommissionen und ist Vorstandsmitglied der Cuban American National Foundation, deren Präsident er zwischenzeitlich war. Außerdem war er demokratischer Parteivorsitzender im Miami-Dade County. 2009 wurde er von Präsident Barack Obama zum Direktor im Office of Minority Economic Impact, das zum Energieministerium gehört, ernannt.
In den Jahren 2008 und 2010 bewarb sich Garcia jeweils noch erfolglos um einen Sitz im US-Repräsentantenhaus, wobei er bei seiner zweiten Kandidatur gegen den Republikaner David Rivera verlor. Bei den Kongresswahlen des Jahres 2012 wurde er dann aber mit 54 Prozent der Wählerstimmen gegen Rivera im neugeschaffenen 26. Wahlbezirk von Florida in das US-Repräsentantenhaus in Washington, D.C. gewählt, wo er am 3. Januar 2013 sein neues Mandat antrat. Bei den Kongresswahlen des Jahres 2014 unterlag Garcia dem Republikaner Carlos Curbelo. 	